# Елленборо (Вісконсин)
Елленборо (англ. Ellenboro) — місто (англ. town) в США, в окрузі Грант штату Вісконсин. Населення — 580 осіб (2020).

## Демографія
Згідно з переписом 2010 року, у місті мешкало 525 осіб у 193 домогосподарствах у складі 149 родин. Було 208 помешкань
Расовий склад населення:
| - 98,1 % — білих - 0,6 % — корінних американців - 0,4 % — чорних або афроамериканців - 0,2 % — азіатів |

До двох чи більше рас належало 0,8 %. Частка іспаномовних становила 0,2 % від усіх жителів.
За віковим діапазоном населення розподілялося таким чином: 22,1 % — особи молодші 18 років, 69,5 % — особи у віці 18—64 років, 8,4 % — особи у віці 65 років та старші. Медіана віку мешканця становила 44,5 року. На 100 осіб жіночої статі у місті припадало 115,2 чоловіків;  на 100 жінок у віці від 18 років та старших — 109,7 чоловіків також старших 18 років.
Середній дохід на одне домашнє господарство  становив 70 212 долари США (медіана — 55 417), а середній дохід на одну сім'ю — 84 952 долари (медіана — 77 604). Медіана доходів становила 37 000 доларів для чоловіків та 37 250 доларів для жінок. За межею бідності перебувало 10,0 % осіб, у тому числі 18,9 % дітей у віці до 18 років та 8,5 % осіб у віці 65 років та старших.
Цивільне працевлаштоване населення становило 296 осіб. Основні галузі зайнятості: освіта, охорона здоров'я та соціальна допомога — 19,9 %, виробництво — 13,2 %, сільське господарство, лісництво, риболовля — 13,2 %.